# Rudolf Achleitner

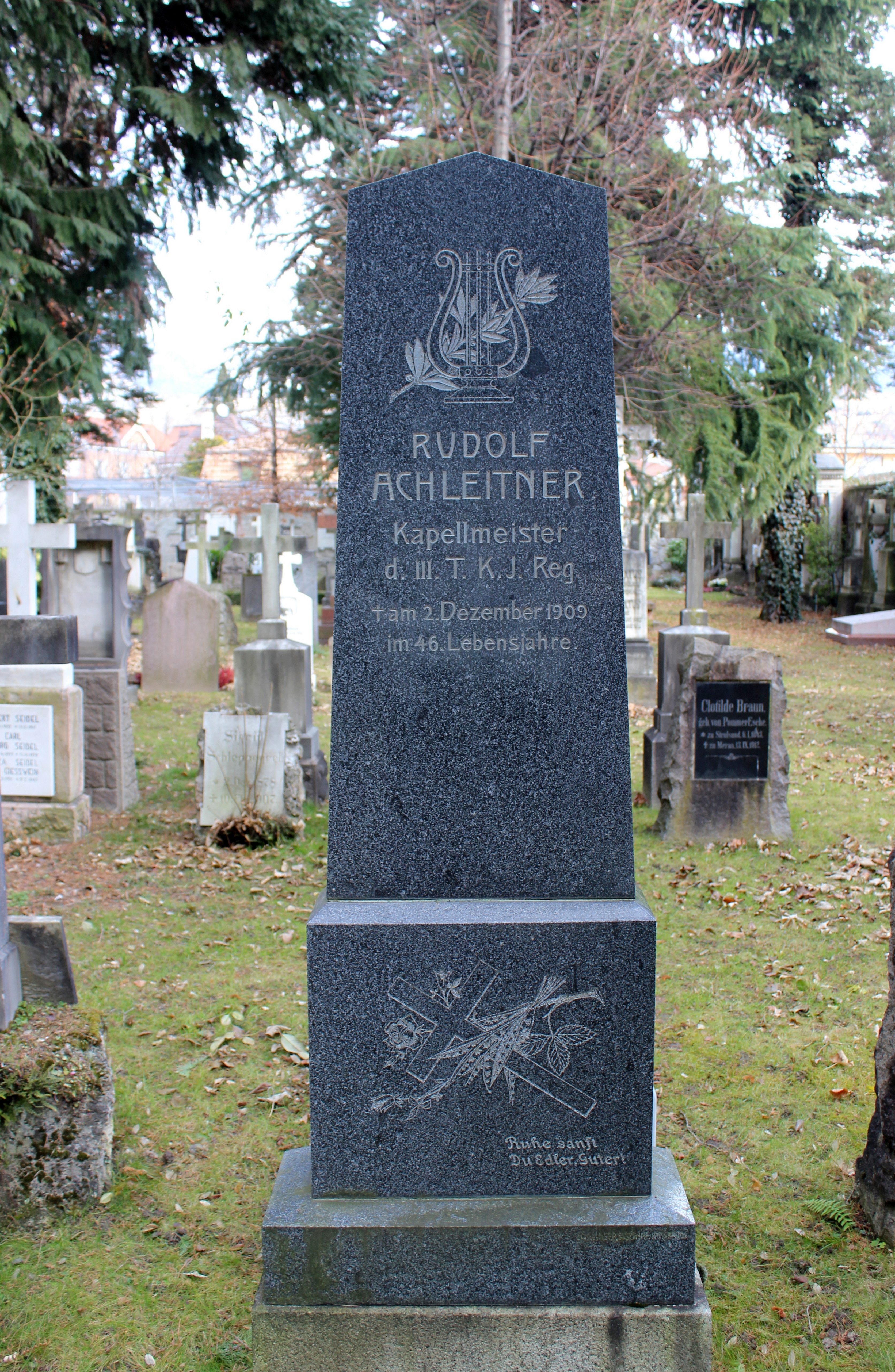
Grab von Rudolf Achleitner in Meran

Rudolf Achleitner (* 1. März 1864 in Salzburg; † 2. Dezember 1909 in Meran) war ein österreichischer Kapellmeister, Dirigent, Komponist und Harfenist.

## Leben
Rudolf Achleitners Vater war der Salzburger Domchordirektor Innocentius Achleitner. Zunächst besuchte er die Handelsschule, da er eine bürgerliche Laufbahn einschlagen sollte. Später studierte er am Mozarteum. Seine Dozenten waren Professor Lach und Joseph Friedrich Hummel. Schon früh erwarb er sich einen gewissen Ruf als Dirigent. Ab 1884 hatte er verschiedene Kapellmeisterstellen inne, so zum Beispiel in Essegg, Leitmeritz, Innsbruck, Pressburg, Klagenfurt, Landshut und Frankfurt am Main. Im Sommer war er auch in diversen Kurorten aktiv. Am 1. Januar 1893 übernahm er auf Empfehlungen von Carl Michael Ziehrer, Joseph Friedrich Hummel und Franz Eglseer die Kapellmeisterstelle der Corps-Kapelle des k. k. privat. Bürgercorps in Graz. Im Juni desselben Jahres wechselte er als Kapellmeister ans Stadttheater Klagenfurt unter Franz Eglseer. 1895 wurde die Stelle eines Militärkapellmeisters im 3. Regiment der Tiroler Kaiserjäger geschaffen. Diese neu errichtete Stelle bekleidete Rudolf Achleitner bis zu seinem Tod. Schon 1895 erhielt die Kapelle ein Streichorchester, das unter der Leitung Achleitners einen hohen Qualitätsstandard erreichte. Zunächst in Trient, ab 1898 in Wien stationiert, wurde das Regiment mit Achleitner ab April 1904 nach Bozen verlegt. Am 20. Januar 1904 erhielt er das Militärkreuz zweiter Klasse des königlichen Leopold-Ordens (Belgien). Auch in Bozen veranstaltete er Militärconcerte, wie am 5. März 1905, dem Faschingssonntag des Jahres, im Hotel Greit. Am 8. Oktober 1907 feierte er in Bozen sein fünfundzwanzigjähriges Dirigentenjubiläum. Im April 1909 wurde das Regiment in Rovereto stationiert und im November wurde die Kapelle für einen Monat zu Konzerten nach Meran kommandiert. Hier erlitt Achleitner am 28. November 1908 einen Schlaganfall und verstarb an den Folgen im städtischen Krankenhaus in Meran am 2. Dezember 1909.

## Werke (Auswahl)
Bekannt wurde Rudolf Achleitner durch den Tiroler Adler Marsch (Original: Erzherzog-Ferdinand-Karl-Marsch)  und den Seyffertitz-Marsch sowie das Lied Mein Herz dem Land Tirol.

### Märsche
- Defiliermarsch des Tiroler Kaiserjägerregimentes Nr. 3
- Erzherzog Otto Marsch[13]
- Giovanelli Gersburg Marsch
- Manussi-Marsch
- Meraner Reservistenmarsch, 1897[14]
- Reinsperg Marsch.  Dem  Regimentskommandanten  Oberst  Freiherr  Hugo  vom  Reinsperg gewidmet.[3]
- Roschatt Marsch
- Seyffertitzer Marsch. Dem Freiherrn  Theobald  von  Seyffertitz  zugeeignet,  einem  Major  und  Kammervorsteher  von  Erzherzog Josef Ferdinand.[3]
- Tiroler Adler Marsch. 1902 dem Regimentskommandanten Oberst Erzherzog Ferdinand Carl als Ferdinand-Carl-Marsch gewidmet. Ab 1911 durfte der Marsch zunächst nicht mehr gespielt werden, da Ferdinand Karl wegen seiner nicht standesgemäßen Heirat mit Berta Czuber beim Kaiser in Ungnade gefallen war. Nach einer allerhöchst genehmigten Titeländerung in Tiroler Adler durfte der populäre Marsch wieder gespielt werden. Auf Grund seiner Popularität findet man aber auch noch die alte Bezeichnung.[3]
- Tiroler Haller Marsch
- Wacht am Donaustrande nach dem Gedicht von P. B. Gotthoff[15]